# Marschalkó Rózsi

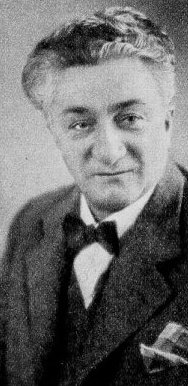
Férje, dr. Székelyhidy Ferenc

Marschalkó Rózsi (Nagyszombat, 1887. augusztus 25. – Budapest, 1967. június 28.) magyar opera-énekesnő (mezzoszoprán) volt. Férje dr. Székelyhidy Ferenc tenorista. Násza Gundel Károly vendéglős.

## Élete
Marschalko Béla és Kuncz Ilona lánya. Édesapja kereskedő, bátyja magas rangú katonatiszt volt. Dietl Emilnénél és Stoll Gizellánál tanult énekelni. Hangversenyénekesként indult pályája 1907-ben. Színpadon 1910. december 27-én debütált az Operaházban Thomas Mignonjának címszerepében. A következő évben lett a társulat tagja, egészen 1929-ig. Külföldi szereplései is voltak, többek között Bécsben és Berlinben. Gyakran lépett fel férjével közös koncerteken. A színpadtól való visszavonulása után a Nemzeti Zenede énektanára lett.
Sírja – amely a Nemzeti Sírkert része – a budapesti Farkasréti temetőben található (21/A parcella, 1. sor, 6/7. sír).

„Marschalkó Rózsi, Operánk elsőrangú mezzoszopránja az 1910-es években fiatal, szép volt, és veszettül szerelmes az urába, a daliás tenor Székelyhidy Ferencbe. Rendkívül kellemes egyéniség volt mint ember és művész egyaránt. Amikor nagy csalódás érte, éneke attól csak nemesedett; most már titkos rétegekből üzent.”

– Molnár Antal

## Fontosabb szerepei
- Claude Debussy: Pelléas és Mélisande — Mélisande
- Léo Delibes: Lakmé — Mallika
- Dohnányi Ernő: A vajda tornya – Iva
- Gluck–Fuchs: Május királynője — Philinte
- Charles Gounod: Faust — Margit; Márta
- Kodály Zoltán: Háry János – Mária Lujza
- Pietro Mascagni: Parasztbecsület – Santuzza
- Jacques Offenbach: Hoffmann meséi — Miklós
- Giacomo Puccini: Pillangókisasszony — Szuzuki
- Richard Strauss: A rózsalovag – Octavian
- Richard Strauss: Ariadné Naxos szigetén – Ariadné
- Ambroise Thomas: Mignon – címszerep
- Giuseppe Verdi: Rigoletto – Maddalena
- Richard Wagner: Istenek alkonya – Waltraute
- Richard Wagner: A walkür — Sieglinde